# Barrett Martin

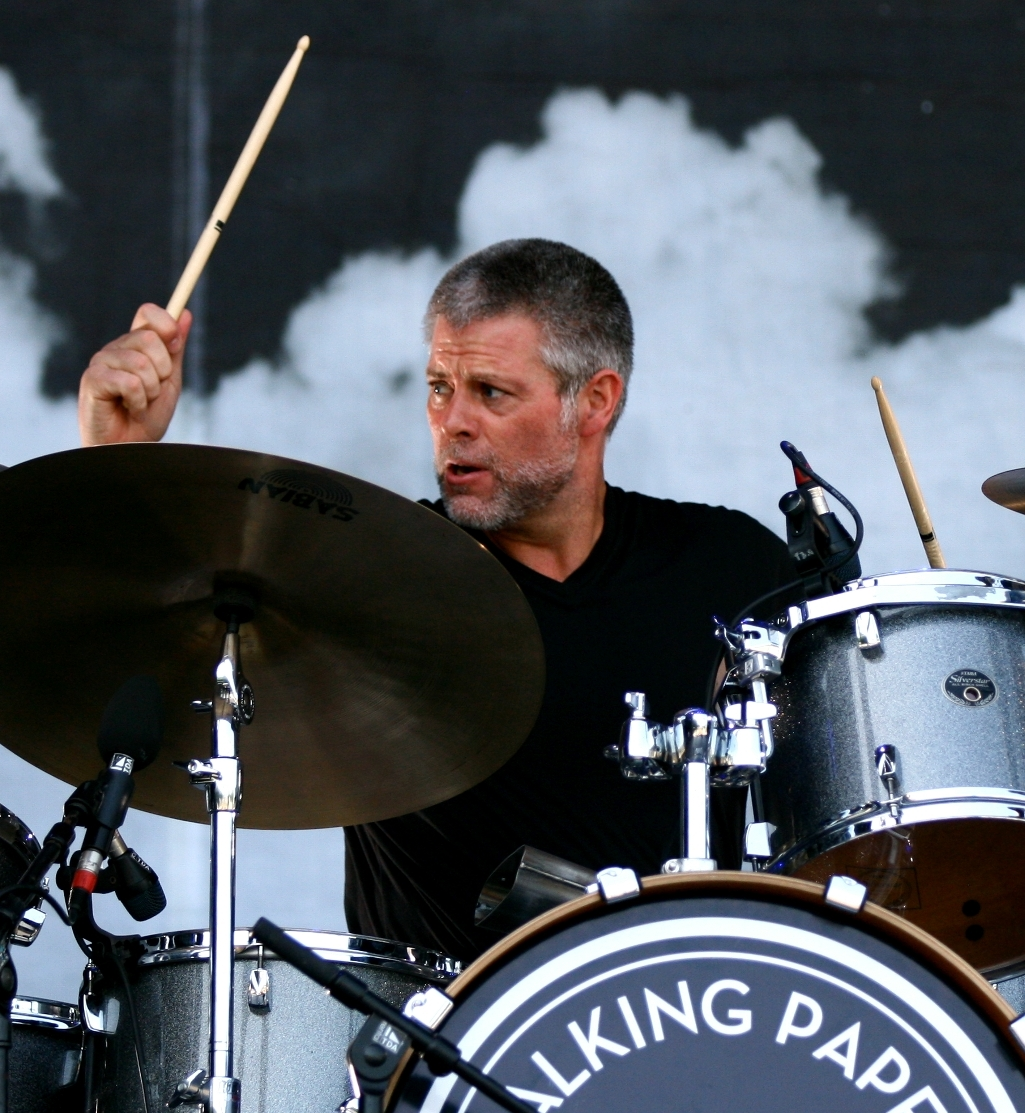
Barrett Martin, 2014

Barrett Martin nació el 14 de abril de 1967 en Olympia, Washington. Fue baterista de la agrupación de Seattle, Screaming Trees, como también Mad Season, una banda grunge conformada por miembros de Screaming Trees, Alice in Chains y Pearl Jam. En el año 1999, colaboró como percusionista en Rated R (2000), disco de Queens of the Stone Age.

## Biografía

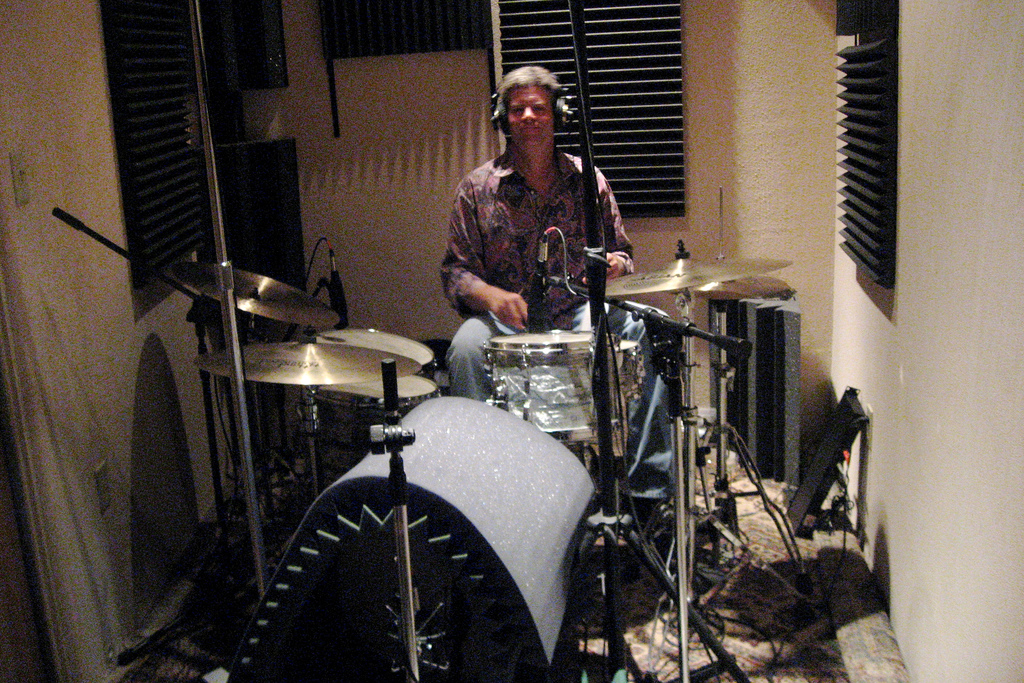
Barrett Martin, 2006

Estudió jazz y percusión en Western Washington University a mediados de los años 80.
Además de su colaboración en varios proyectos como percusionista profesional, durante y después de la disolución de Screaming Trees, se centró en el estudio de la percusión en los distintos tipos de culturas alrededor del mundo, ante todo en los ritmos tribales africanos. Las influencias de las técnicas tribales más aparentes que se pueden ver reflejadas en su estilo pueden escucharse en la introducción de "Nearly Lost You" de Screaming Trees y en "X-ray Mind" de Mad Season.
En 2004, Marrett ejerció un doctorado en antropología y música en una universidad de Nuevo México. 
Además, desde 1996, es miembro de Tuatara, un grupo basado en la música instrumental, conformado por miembros de otras agrupaciones como Scott McCaughey y Peter Buck de R.E.M.. Y fundó su propio sello discográfico, "Fast Horse Recordings", que usó para varios álbumes de Tuatara.
En 2004, lanzó un álbum solista de jazz moderno, titulado "The Painted Desert".

## Discografía
Walking Papers
- Walking Papers - 2012

Barrett Martin Group
- The Painted Desert - 2004
- Earthspeaker - 2006
- Zenga - 2009
- Atlas - 2011
- Artifact - 2012
- Transcendence - 2018
- Songs Of The Firebird - 2019

Skin Yard
- Skin Yard - 1000 Smiling Knuckles - 1991
- Skin Yard - Inside the Eye - 1993
- Skin Yard - Start at the Top - 2001

Screaming Trees
- Sweet Oblivion - 1992
- Dust - 1996
- Last Words: The Final Recordings - 2011

Mad Season
- Above - 1995

The Minus 5
- The Lonesome Death of Buck McCoy - 1997
- In Rock - 2000
- Let the War Against Music Begin - 2001

Tuatara
- Breaking the Ethers - 1997
- Trading with the Enemy - 1998
- Cinemathique - 2002
- The Loading Program - 2003
- East of the Sun - 2007
- West of the Moon - 2007
- The Here And The Gone - 2009

Otros
- Thin Men - A Round Hear - 1989
- Mike Johnson - Where Am I - 1994
- Various Artists - Working Class Hero - 1995
- Seaweed - Spanaway - 1995
- Mike Johnson - Year of Mondays - 1996
- Luna - Pup Tent - 1997
- Mark Eitzel - West - 1997
- Protein - Ever Since I was a Kid - 1997
- Various Artists - Flying Traps - 1997
- R.E.M. - Up - 1998
- Mark Lanegan - I'll Take Care of You - 1999
- Stone Temple Pilots - No. 4 - 1999
- Various Artists - More Oar - 1999
- Victoria Williams - Water to Drink - 2000
- Mark Olson - My Own Jo Ellen - 2000
- The Twilight Singers - Twilight as Played by The Twilight Singers - 2000
- Nando Reis - Para Quando o Arco-Íris Encontrar o Pote de Ouro - 2000
- Queens of the Stone Age – Rated R - 2001
- Therapy? - Shameless - 2001
- Nando Reis – Infernal - 2001
- CeDell Davis - When Lightning Struck the Pine - 2002
- Alex Veley – Maconha Baiana – 2003
- Nando Reis - A Letra A - 2003
- Nero - Confession#1 - 2003
- Roger Greenway - Wayt - 2004
- Jack Endino - Permanent Fatal Error - 2005
- Shipibo Shamans - Woven Songs Of The Amazon - 2006
- Bola Abimbola - Ara Kenge - 2006
- Dave Carter - Commitment and Change - 2008
- Under The Rose - Under The Rose (album) - 2009
- Rusty Willoughby - CoBirds Unite - 2010
- Nando Reis e Os Infernais - Sei